# Jerónimo de Barrionuevo
Jerónimo de Barrionuevo de Peralta, (Granada, 1587-¿1671?) escritor y dramaturgo español del Siglo de Oro.

## Biografía
Estudió en Alcalá de Henares y Salamanca. Estuvo en Italia con el marqués de Santa Cruz. En 1609 fue encarcelado en Salamanca por una pendencia pero se libró a los diez días gracias a la mediación del poderoso Duque de Lerma; se refugió en el reino de Valencia y allí se embarcó con dos hermanos suyos a la corte virreinal de Nápoles, donde le esperaba otro hermano, Bernardino Barrionuevo, marqués de Cusano y consejero del virrey. 
Hacia 1622 fue tesorero de la Catedral de Sigüenza y posteriormente residió en Madrid; entre 1641 y 1643 reunió un copioso cancionero de sus poemas que constituye el manuscrito 3736 de la Biblioteca Nacional. Pero Barrionuevo es conocido sobre todo como epistológrafo: desde Madrid dirigió cartas o avisos al Deán de Zaragoza para mantenerlo informado de todo cuanto ocurría en la Corte. Sus avisos estaban en realidad dirigidos a Lorenzo Francés de Urrutigoyti, deán de la catedral de Sigüenza, según Martín Galán.
Los Avisos son una obra muy valiosa porque transmiten información en detalle y muy varia sobre la vida y costumbres de la familia real y la nobleza, los sucesos económicos y políticos, vida religiosa, las creencias y las supersticiones, la literatura y cultura, las fiestas y el teatro, los sucesos delictivos, los grupos marginales y, en suma, la historia con letra pequeña del país en pleno siglo XVII. Se encuentran en el manuscrito 2397 de la Biblioteca Nacional de Madrid y abarcan un periodo comprendido entre 1654 y 1658; se han publicado modernamente con el título de Avisos del Madrid de los Austrias por estudiosos como Antonio Paz y Meliá (vols. 95, 96, 99 y 103 de la BAE) o José María Díez Borque.

## Obra
Aparte de los citados Avisos, escribió un tomo de unos novecientos poemas en embarullada caligrafía que se conserva manuscrito; son de carácter más bien picaresco y festivo, algunos de tono tan pornográfico que fueron cubiertos con tinta, aunque también hay composiciones religiosas; en ellos es abundante el espíritu popular y la inspiración en estribillos del acervo lírico patrimonial, hasta el punto de constituir una fuente muy importante para la misma (son alrededor de un centenar sus villancicos). También tuvo vocación teatral, vertida en la composición de cinco comedias (El laberinto de amor y panadera en Madrid, La honra que está más bien, El Judas de Fuentes, La venganza del hermano y valiente Barrionuevo y El retrato que es mejor) y algún entremés como Entremés del barranco de Riosalido.

## Ediciones
- Avisos de Jerónimo de Barrionuevo (1654-1658); edición y estudio preliminar de A. Paz y Melia, Madrid: Atlas, 1968
- Avisos del Madrid de los Austrias y otras noticias, edición a cargo de José María Díez Borque. Madrid, Ed. Castalia, 1996.